# Шнюков, Евгений Фёдорович
Евгений Фёдорович Шнюков (26 марта 1930, Архангельск — 1 октября 2022) — советский и украинский учёный-геолог, академик НАН Украины (1982), Заслуженный деятель науки и техники УССР (1991), дважды лауреат Государственной премии Украины в области науки и техники (1989, 2000), действительный член Международной академии наук Евразии.

## Биография
Родился 26 марта 1930 года в Архангельске в семье служащих. Школу окончил с золотой медалью в Одессе. В 1953 году с отличием окончил Киевский университет им. Т. Г. Шевченко, получив образование по специальности «геолог-геохимик».
В 1953—1956 учился в аспирантуре Института геологических наук АН УССР. В 1958 успешно защитил кандидатскую диссертацию. Ее основой стали исследования минералогии Криворожского железорудного бассейна и минералов железа Украинского щита.
Результаты дальнейших исследований в области геологии, минералогии и геохимии железных руд Азово-Черноморской провинции впоследствии были обобщены в докторской диссертации Евгения Федоровича, защищенной в 1965 году.
В 1957—1959 работал младшим научным сотрудником Института минеральных ресурсов АН УССР в Симферополе под руководством профессора Ю. Ю. Юрка.
Дальнейшая его судьба тесно связана с работой в различных научных учреждениях Академии наук Украины. Он занимал должности заместителя директора Института геологических наук АН УССР (1968—1969), Института геохимии и физики минералов АН УССР (1969—1973), директор Института геологических наук АН УССР и заведующего отделом осадочного рудообразования этого института (1977—1992), директора Национального научно-природоведческого музея НАН Украины (1978—2008). В 1992 возглавил Государственное научное учреждение «Отделение морской геологии и осадочного рудообразования НАН Украины».

## Научные достижения
Евгений Федорович одним из первых в УССР начал проводить геологические исследования как внутренних морей, так и Мирового океана. Под его руководством было построено первое специализированное буровое судно «Геохимик», которое позволило осуществлять бурение с отбором керна до 100 м при глубине моря до 30 м, что помогло исследовать геологическое строение Азовского моря и северо-западной части Черного моря. Также он стал организатором и руководителем двух специализированных геолого-геофизических экспедиций научно-исследовательского судна (НИС) «Академик Вернадский» в Индийский и Атлантический океаны, комплексной международной черноморской экспедиции на НИС «Михаил Ломоносов», многочисленных экспедиций в Черное море на НИС «Ихтиандр», «Киев», «Профессор Водяницкий» и др.
Как признанный специалист в области морской геологии Евгений Федорович участвовал в работе Комитета ООН по мирному использованию дна морей и океанов (Женева, 1971; Нью-Йорк, 1972; Париж, 1985, 1987). Он неоднократно возглавлял входил в состав оргкомитетов многих конгрессов, совещаний и симпозиумов украинского и международного уровней, руководил школой-семинаром по морской геологии для специалистов из стран Западной Африки по линии ЮНЕСКО (Гвинея, 1987).
Евгений Фёдорович Шнюков является основателем научной школы по морской геологии и осадочного рудообразования — его учениками являются 32 кандидата наук. Он является автором более 550 научных и научно-популярных работ, имеет 1 патент, является главным редактором журнала «Геология и полезные ископаемые Мирового океана».
Награждён орденом «Знак Почёта» (25.03.1980).